# 關口訓充
関口訓充（1985年12月26日—），日本足球運動員，現效力关东地区一级联赛球会南葛SC，司職中場，前日本國家足球隊成員。

## 俱樂部生涯
关口训充1985年12月26日生于东京都，2004年从帝京高中毕业加盟仙台维加泰，本赛季为仙台出场28场打进3球，赛季中途受伤后主力位置被富田晋伍取代，联赛后半段仅首发出场1次。本赛季结束后和仙台合同到期且寻求上场机会的他希望离开转回到其他球队。9个赛季为仙台在日职出场84场进5球，日乙出场190场进17球。
来自意大利媒体《读报》的消息称，效力于仙台维加泰的右前卫关口训充进入国际米兰考察名单。
日职联赛的浦和红钻在今天宣布仙台维加泰中场关口训充正式加盟。
浦和红钻官方宣布中场关口训充正式转会日乙的大阪樱花。
大阪樱花效力三年间，关口帮助球队升级并拿下杯赛双冠。
2017年赛季结束后，关口训充没有与球队续约，成为了一名自由球员。时隔6年，中场球员关口训充重返仙台维加泰。
仙台维加泰官方宣布，队长关口训充合同到期离队。

## 國家隊生涯
在2010年，关口训充被主帅阿尔贝托·扎凯罗尼征召入日本国家足球队，并在对阵阿根廷的友谊赛中替补冈崎慎司出场。

## 外部連結
- National Football Teams （页面存档备份，存于）
- 關口訓充在 National-Football-Teams.com 上的出场纪录
- Japan National Football Team Database （页面存档备份，存于）
- 日本職業足球聯賽中的關口訓充 （日語）